# Conuropsis carolinensis
Papagalul din Carolina (Conuropsis carolinensis) a dispărut în 1918, dar se crede că ar mai putea încă trăi în anumite zone umede. Aria sa de răspândire era din Golful Mexicului până în apropierea Marilor Lacuri. Specia a fost descrisă pentru prima dată în 1758 de către Carolus Linnaeus și a dispărut în 1918. Era o pasăre de mici dimensiuni, anvergura aripilor fiind de 20 cm.